# Бурячиха
Бурячиха (укр. Бурячиха) — село, 
Малопавловский сельский совет,
Ахтырский район,
Сумская область,
Украина.
Код КОАТУУ — 5920385802. Население по переписи 2001 года составляет 35 человек .

## Географическое положение
Село Бурячиха находится на расстоянии в 2,5 км от правого берега реки Грунь.
Примыкает к селу Малая Павловка.
К селу примыкает небольшой лесной массив.